# Foppe de Haan
Foppe Geert de Haan (* 26. června 1943, Lippenhuizen, Nizozemsko) je nizozemský fotbalový trenér.

## Trenérská kariéra
S trénováním začal v roce 1974. Vedl několik klubů v Nizozemsku.
Trénoval nizozemskou fotbalovou reprezentaci do 21 let (Jong Oranje) v letech 2004–2009. Na Mistrovství Evropy hráčů do 21 let 2006 v Portugalsku ji dovedl k prvnímu titulu pro Nizozemsko v této věkové kategorii, když jeho svěřenci porazili ve finále Ukrajinu 3:0. O rok později zlatý úspěch zopakoval na domácím Mistrovství Evropy hráčů do 21 let 2007, kde Nizozemci porazili ve finále Srbsko 4:1.

Vedl i nizozemský reprezentační výběr U23 na Letních olympijských hrách 2008 v Číně, kde byli Nizozemci vyřazeni ve čtvrtfinále Argentinou po výsledku 1:2 po prodloužení.
Oznámil, že odejde z fotbalové scény na konci sezóny 2008/09 poté, co mu skončí smlouva s nizozemskou fotbalovou asociací. Nicméně se k fotbalu vrátil a pracoval jako poradce klubu SC Heerenveen. Poté působil jako hlavní trenér u jihoafrického týmu Ajax Cape Town FC.
Vedl i fotbalovou reprezentaci Tuvalu během Pacifických her v roce 2011. Po turnaji funkci kouče opustil a vrátil se do Heerenveenu.

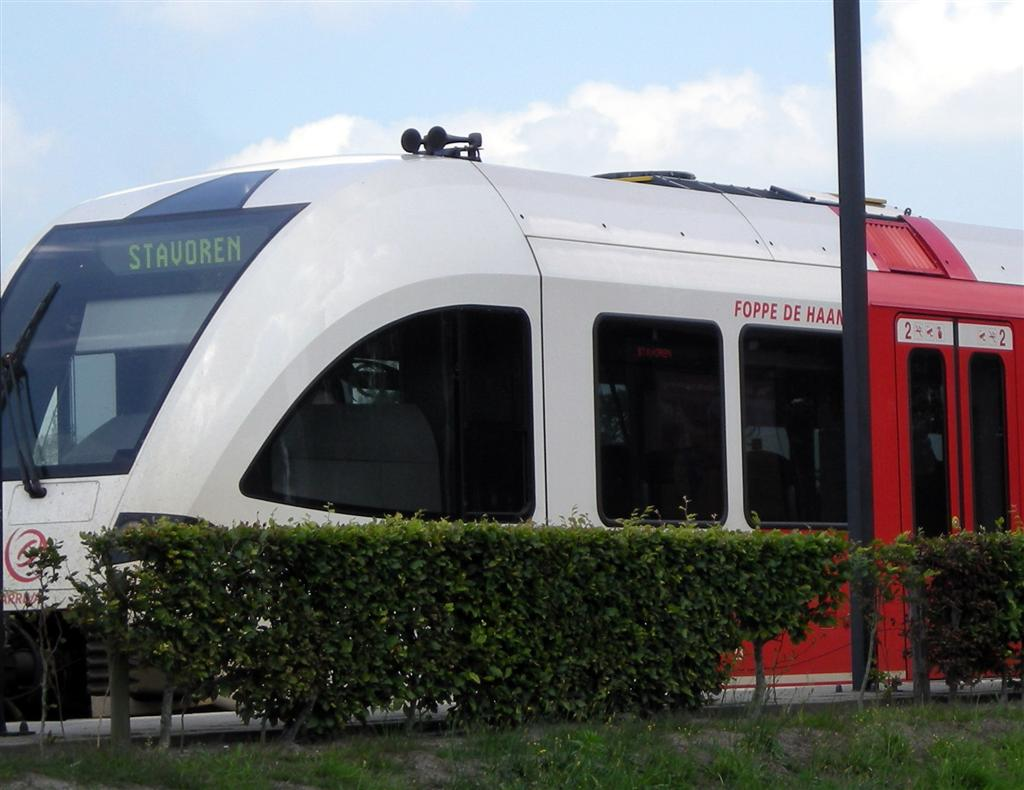
Vlak Spurt pojmenovaný po Foppe de Haanovi.

## Zajímavost
Je po něm pojmenován nizozemský vlak Spurt.